# Типичный ритм
«Типичный ритм» — российская рэп-группа из Нижнего Новгорода, образованная в 1996 году Денисом Масловым («Фэнс») и Валерием Шибановым («Вальтер»).
В конце 90-х годов группа стала известна благодаря своим хитам «Если в небе дым», «Настрой», «Земля мечты» и «Трамплин», привнеся в хип-хоп тягучий стиль исполнения речитатива и мелодику, основанную на семплах из старых советских фильмов. За музыку отвечал «Вальтер», а за тексты — «Фэнс». В декабре 1998 года дуэт занял первое место на фестивале Rap Music. В конце 1999 года Вальтер покинул «Типичный ритм» и создал проект «КорниДжа», а Фэнс продолжил записывать песни и выпускать альбомы от имени группы: «Ритм сердца» (2002), «Пляж» (2006), «Взмах крыла» (EP) (2012), «Вою» (EP) (2015), «Баллады о войне и мире» (EP) (2024).

## История

### 1996—1999: Фэнс и Вальтер
В 1995 году Денис Маслов («Фэнс», 1980) познакомился с Валерием Шибановым («Вальтер», 1975) в студии звукозаписи «Фонограф» в Нижнем Новгороде. В 1996 году Фэнс показал Вальтеру свои тексты: «Ворона», «Кладбище трамваев» и «Снег». Вскоре оба решили создать группу под названием «Типичный ритм» и записали эти песни в домашней студии нижегородской рок-группы «Предпоследнее искушение». Записи в студии оплатил Вальтер, который в то время работал в торговле. Первое выступление группы состоялось на сборном рэп-концерте во «Дворце культуры работников торговли» весной 1996 года. В 1997 году «Типичный ритм» записал в профессиональной студии музыканта Александра Островского свою первую песню — «Если в небе дым». В том же году в музыкальной студии радио «Престиж» были записаны композиции «Настрой», «Земля мечты» и «Трамплин».
6 сентября 1998 года «Типичный ритм» выступил на московском фестивале «Вперёд и вверх» перед кинотеатром «Эльбрус». 11 декабря дуэт выступил в клубе «Helicopter» в Казани. 13 декабря дуэт выступил с композициями «Настрой» и «Если в небе дым» на ежегодном международном фестивале Rap Music, где в итоге занял первое место. 17 декабря дуэт исполнил песни «Земля мечты» и «Если в небе дым» на хип-хоп-вечеринке в нижегородском клубе «Империя». После концерта Фэнс и Вальтер дали интервью для молодёжной программы «Пилот», выходившей на региональном телеканале «Волга».
Первые песни «Типичного ритма» были выпущены в сборниках московского лейбла «Элиас Records». В частности, их первый сингл «Если в небе дым» вышел в сборнике «Hip-Hop Master: Супер вечеринка № 5» (1998), а композиция «Настрой» — в сборнике «Hip-Hop Master: Супер вечеринка № 6» (1998). В 1999 году новые треки появляются в сборниках московского лейбла «МиксМедиа»: первый сингл «Если в небе дым» — в сборнике «Hip-Hop Info #5» (1999), трек «Трамплин» — в сборнике «Hip-Hop Info #6» (1999), а внеальбомный сингл «Земля мечты» — в сборнике «Hip-Hop Info #7» (2000).
24 января 1999 года «Типичный ритм» отыграл 40-минутный концерт в Чебоксарах. 7 марта дуэт выступил в клубе «Helicopter» на первом хип-хоп-фестивале в Казани. 3 апреля группа выступила вместе с диджеем Капчицом в нижегородском клубе «Корсар» на вечеринке в стиле «СтритБит». 29 мая группа отыграла на брейк-фестивале в Нижнем Новгороде. Летом было образовано хип-хоп-объединение «Бурлаки на Волге», в которое вошли четыре команды: «Злой Дух» (Казань), «Буран» (Казань), «Белые братья» (Чебоксары) и «Типичный ритм» (Нижний Новгород). 3 сентября дуэт исполнил композиции «Земля мечты», «Типичный ритм/Сон» и «Трамплин» на московском фестивале Adidas Streetball Challenge на площади Революции. 20 ноября «Типичный ритм» выступил в нижегородском Дворце спорта. Перед концертом её участники приняли решение о приостановке совместного творчества, при этом Фэнс решил оставить название группы себе. 27 ноября группа была приглашена в качестве жюри на фестиваль Rap Music '99. 19 декабря Вальтер вышел на сцену вместе с диджеем Капчицом с проектом «Ламборджини растафарай» на хип-хоп-вечеринке в Нижнем Новгороде.
В конце года Вальтер покинул группу «Типичный ритм». В дальнейшем выступал в составе брейк-данс-команды «Метеор», стал фотографом и основал новый музыкальный проект «КорниДжа», который просуществовал с 1999 по 2006 год. В первоначальный состав команды входили Вальтер, Евгений Батырев, певица Анна Проворова и звукорежиссёр Владимир Проворов. Треки сводили в студии радиостанции «Серебряный дождь». В 2000 году была записана композиция «Босень», которая звучала на радио «Серебряный дождь» и вышла в компиляции «Серебряная пуля» (2001). Затем произошло слияние с электронным проектом «Штанга», в состав которого входили Павел Тимофеев, Николай Бугров и Алексей Лаврентьев. В дальнейшем к проекту присоединился диджей Максим Капчиц. В некоторых треках на бас-гитаре играли Георгий Железов и Геннадий Ульянов. С 2007 года была попытка оживить состав с помощью живых выступлений с сессионными приглашёнными музыкантами в сети клубов «Тинькофф». В 2008 году группа прекратила существование.

### 2000—н.в.: Фэнс
26 февраля 2000 года Фэнс выступил в качестве гостя на первом международном хип-хоп-фестивале «Кофемолка» в Чебоксарах.
Осенью 2000 года Фэнс записал свою первую сольную песню «Летний гром», которая позже вышла в сборнике «Hip-Hop Info #8» (март, 2001). В ноябре была записана композиция «Вдоль бульвара», которая вышла в компиляции «15 злобных рэперов» от студии «Союз».
В 2001 году Фэнс записал композицию «Добро».
24 октября 2002 года на лейбле 100Pro был выпущен дебютный альбом группы «Ритм сердца». Презентация альбома прошла в московском клубе «Республика Beefeater» 17 сентября. В записи альбома принял участие Вальтер («Пёс», «Трамплин» и «Птица»), «Ленин» из группы «Белые братья» и Лама Влад («Речка»), Маша («Пёс»), Ольгой Синица («Пастух») и группа «Модуль» (Катя и Вера) («Фэнс-Мазай»). Песня «Если в небе дым» была перезаписана и вышла под именем «Птица», а трек «Трамплин» остался без изменений. Все тексты в альбоме написаны Фэнсом, а музыку для альбома создали Алексей Морозов и Фэнс при содействии Вальтера («Трамплин» и «Птица»). Альбом был переиздан 20 апреля 2004 года и вышел под серией «Рэп традиции на 100 Pro». Дистрибуцией переиздания занималась фирма грамзаписи «Студия Монолит».
29 декабря 2002 года Фэнс был в составе жюри на фестивале Rap Music в Санкт-Петербурге.
18 мая 2003 года группа «Типичный ритм» выступила в качестве гостей на четвёртом международном хип-хоп-фестивале «Кофемолка» в Чебоксарах. Фэнс также был членом жюри в номинации «рэп».
В июне 2003 года к хип-хоп-объединению «Бурлаки на Волге» присоединилась команда «Солдаты бетонной лирики». Поводом для этого стал трек «Волга», записанный Капой совместно с группами «Белые братья» и «Типичный ритм». Трек увидел свет в переиздании второго альбома «Белых братьев» — «Крутым парням солнце светит всегда!» (2004).
В июле 2003 года на сайте группы появился первый сведённый после записи альбома «Ритма сердца» трек «Медведица» от Фэнса. В записи песни принял участие Мастер Шеff, а вышла она в сборнике «Рэп на 100 %: Анапа Арт 2003».
В 2003 году Фэнс перешёл на лейбл RAP Recordz, и его новые песни от имени группы «Типичный ритм» выходят в сборниках лейбла: «Про сома» — в «Новости от RAP Recordz» (2003), «Звезда» — в «Новости от RAP Recordz. Выпуск 2» (2004), а «Кап-кап» — в «Новости от RAP Recordz. Выпуск 3» (2004).
В апреле 2005 года на сайте группы был выложен видеоклип на песню «Кап-кап».
23 мая 2006 года Фэнс от имени группы «Типичный ритм» выпустил на лейбле RAP Recordz второй альбом — «Пляж». Дистрибуцией альбома занималась компания «Монолит». В записи песни «Дорога к другу» принял участие «Злой» из группы «Злой Дух». Все тексты в альбоме и музыка написаны Фэнсом.
В 2008 году композиция «Кап-кап» вошла в сборник «10 лет Rap Recordz».
27 апреля 2011 года Фэнс под псевдонимом «Фэнс Мазай» выпустил сольный интернет-альбом «Реальный кабан». Было снято видео на трек «На дискотеке». 31 октября на YouTube-канале портала Rap.ru был выпущен видеоклип на песню «Чувашка». В 2011 году внеальбомный сингл «Стихи типичные» вышел в сборнике «Hip-Hop Info #10».
В начале 2012 года Фэнс вместе с женой жил некоторое время в Индии.
1 июля 2012 года Фэнс от имени группы «Типичный ритм» выпустил мини-альбом «Взмах крыла». Три трека из альбома были экранизированы: «Тишина», «Взмах крыла» и «Озеро любви».
В 2015 году Фэнс от имени группы «Типичный ритм» выпустил мини-альбом «Вою».
В 2016 году о группе «Типичный ритм» было рассказано в документальном фильме «Реальная история хип-хопа — Нижний Новгород». В том же году Ден Маслов выпустил видео на песню «Я бросил курить траву».
23 ноября 2019 года Фэнс принял участие в юбилейном концерте рэп-группы Bad Balance, посвящённом 30-летию группы.
В 2020 году Фэнс принял участие в записи песни «Новою волной» для сольного альбома Шеff’a «Новая школа». 26 мая Фэнс от имени группы «Типичный ритм» выпустил видеоклип на песню «Мышь», а 30 июля — видеоклип на песню «Мертвецы».
Во второй половине 2020 года Фэнс взял себе псевдоним «Денис Фэнс» для создания песен в жанре альтернативный хип-хоп, накладывая акустическую гитару на хип-хоп-ударные. В конце года он выпустил видео на композицию «Текила».
В феврале 2021 года Денис Фэнс выпустил видеоклип на песню «Весь день». В марте в социальной сети ВКонтакте вышел трек «Укуси меня», а в июне вышло видео на «Куст сирени». В августе вышел трек «Змея», а в сентябре вышло видео на «Полшестого».
В марте 2022 года Фэнс выпустил трек «Родина», в августе вышло видео на «Импотенты», а в сентябре было опубликовано видео «Висел Иван».
В феврале 2023 года Фэнс выпустил сольный альбом «Родина», состоящий из песен, записанных с 2020 по 2022 год.
18 октября 2024 года Фэнс от имени группы «Типичный ритм» выпустил мини-альбом «Баллады о войне и мире». Релиз состоит из 6 акустических баллад и записан в жанре инди-фолк.

## Критика

### Рейтинги
В 2019 году группа «Типичный ритм» заняла 68 место в списке «Лучших рэп-групп в истории российского хип-хопа» по мнению читателей портала The Flow, где редакцией было представлено 75 групп.

## Состав
- «Фэнс» (Денис Маслов) (род. 1980, Горький[7]) — вокал, автор текстов (1996—1999, 2000—н.в.)[32], автор музыки (2000—н.в.)[32]
- «Вальтер» (Валерий Шибанов) (род. 1975, Горький[7]) — вокал, автор музыки (1996—1999)[32]

## Дискография
Студийные альбомы
- 2002 — Ритм сердца
- 2006 — Пляж

Мини-альбомы
- 2012 — Взмах крыла (EP)
- 2015 — Вою (EP)
- 2024 — Баллады о войне и мире (EP)

Сольные альбомы Фэнса
- 2011 — Реальный кабан
- 2023 — Родина

Чарты и ротации
С 2003 по 2004 год песни «Трамплин», «Летний гром» и «Если в небе дым» группы «Типичный ритм» прозвучали в хип-хоп-передаче «Фристайл» на «Нашем Радио».
В 2005 году песня «Кап-кап» попала в ротацию радио Next, где долгое время занимала лидирующие позиции в хит-параде «NEXT’20».

## Фильмография
Видеоклипы
- 2005 — «Кап-кап»
- 2010 — «Война» (Фэнс Мазай)
- 2011 — «Чувашка» (Фэнс Мазай)
- 2011 — «Под луной» (Фэнс Мазай и Братья Райт)
- 2011 — «На дискотеке»
- 2012 — «Тишина»
- 2012 — «Взмах крыла»
- 2012 — «Озеро любви»
- 2016 — «Я бросил курить траву» (Ден Маслов)
- 2020 — «Мышь»
- 2020 — «Мертвецы»
- 2020 — «Текила» (Денис Фэнс)
- 2021 — «Весь день» (Денис Фэнс)
- 2021 — «Куст сирени» (Денис Фэнс)
- 2021 — «Полшестого» (Денис Фэнс)
- 2022 — «Импотенты» (Денис Фэнс)
- 2022 — «Висел Иван» (Денис Фэнс)

Концертные фильмы
- 2016 — Типичный ритм — «Падают звёзды» (запись концерта 2005 года)

Документальные фильмы
- 2016 — «Реальная история хип-хопа — Нижний Новгород»